# یوسف سوید
یوسف سوید (عربی: يوسف سويد؛ عبری: יוסף "ג'ו" סוויד‎؛ زادهٔ ۲۲ ژوئن ۱۹۷۶) رقصنده و بازیگر عرب-اسرائیلی است.
از فیلم‌ها یا برنامه‌های تلویزیونی که وی در آن نقش داشته‌است، می‌توان به آگورا، حباب، سِـفْر بیگانه، هوملند، ادیسه آمریکایی و عمر اشاره کرد.